# Charles Watson-Wentworth, 2.º Marquês de Rockingham
Charles Watson-Wentworth, 2.º Marquês de Rockingham, KG, PC (13 de maio de 1730 – 1 de julho de 1782) foi um político whig britânico, mais notável por seus dois mandatos como primeiro-ministro da Grã-Bretanha. Ele se tornou o patrono de muitos Whigs, conhecidos como Rockingham Whigs, e serviu como um importante nobre Whig. Ele serviu em apenas dois altos cargos durante sua vida (Primeiro-Ministro e Líder da Câmara dos Lordes), mas mesmo assim foi muito influente durante seu ano e meio de serviço.

## Primeiro Ministro: 1765–1766
A administração de Rockingham foi dominada pela revolução americana. Rockingham desejou a revogação da Lei do Selo de 1765 e ganhou um voto dos Comuns sobre a resolução de revogação por 275 a 167 em 1766. No entanto, Rockingham também aprovou a Lei Declaratória, que afirmava que o Parlamento britânico tinha o direito de legislar para as colônias americanas em todos os casos.
No entanto, divergências internas dentro do gabinete levaram à sua renúncia e à nomeação de Lord Chatham como primeiro-ministro (o duque de Grafton foi nomeado primeiro lorde do Tesouro, um dos poucos casos em que esses dois cargos foram separados).

## Oposição: 1766–1782
Rockingham passou os dezesseis anos seguintes na oposição. Ele era um grande defensor dos direitos constitucionais dos colonos.

## Primeiro Ministro: 1782
Em 1782, foi nomeado primeiro-ministro pela segunda vez (com Charles James Fox e Lord Shelburne como secretários de Estado) e, ao assumir o cargo, pressionou pelo reconhecimento da independência dos Estados Unidos, iniciando o fim do envolvimento britânico no Guerra da Independência Americana.
Devido ao aumento do desemprego, neste segundo governo, a administração de Rockingham viu a aprovação de legislação, após 17 anos de oposição às ideias de Thomas Gilbert, com a criação de sindicatos de paróquias civis.
Paul Langford afirmou que a administração de Rockingham "representou um marco na história constitucional. As mudanças ministeriais de 1782 envolveram uma revolta mais extensa entre os titulares de cargos do que qualquer outra desde 1714, virtualmente substituindo uma administração por outra oriunda da oposição".
O segundo mandato de Rockingham durou pouco, pois Lord Rockingham morreu quatorze semanas depois, no início de julho, de uma epidemia de gripe. Ele foi substituído como primeiro-ministro por Lord Shelburne, que estava mais relutante em aceitar a independência total da América e propôs uma forma de status de Domínio, mas em abril de 1783 ele conseguiu garantir a paz com a América e esse feito continua sendo seu legado.
 

Rockingham foi enterrado no cofre da família Strafford em York Minster em Yorkshire.

## Ligação externa
- Biografia no site oficial do governo do Reino Unido